# CBM (entreprise)
 (décembre 2011).
Si vous disposez d'ouvrages ou d'articles de référence ou si vous connaissez des sites web de qualité traitant du thème abordé ici, merci de compléter l'article en donnant les références utiles à sa vérifiabilité et en les liant à la section « Notes et références ».
Pour les articles homonymes, voir CBM.
CBM est une entreprise française de fabrication de pièces détachées automobiles. Créée en 1976 par le Groupe Verney, sous le nom de Cars & Bus Le Mans, l'entreprise produisait des autobus et des autocars jusqu'en 1986. Elle sera ensuite dénommée Cars & Bus Maintenance et enfin Cars, Bus et Matériels ferroviaires urbains.

## Historique

### Cars & Bus Le Mans
Sous l'impulsion de Marc Verney, elle remplace la S.A.M.V (Société des Autobus & Matériels Verney) afin de redynamiser la gamme et pour se lancer dans l'activité de pièces détachées en 1976. À la suite de la faillite de S.A.M.V., la nouvelle marque se tourne majoritairement vers l'urbain, ce qui semble plus salutaire. Cependant les nouveaux modèles ne plaisent pas à la société Heuliez qui a évité le tribunal de commerce à la S.A.M.V. en 1976.
La partie construction prend fin en 1985. Une partie des salariés partent chez R.V.I., d'autres se reconvertissent. Le service pièces-détachées devient indépendant tout en conservant le nom de CBM, toujours en activité. Heuliez se tourne vers Volvo pour ses châssis, et rend les clés de CBM à Yves-Michel Verney. 
L'usine est située au Mans (avenue Olivier Heuzé) depuis les années 1930, quand la S.T.A.O. avait acquis ce terrain appartenant à Delaroche & Turquet.
La firme mancelle a essentiellement produit des bus urbains, dont la série des TDU 850 & 10/11 à moteur DAF, qui équipa en majorité des réseaux du nord de la France. La métropole lilloise, à travers les exploitants TCC-Transpole, en vit défiler plus de deux cents à partir de 1978, les derniers exemplaires étant déclassés au début des années 2000. Ces véhicules étaient souvent jugés bruyants et inconfortables par les usagers[réf. souhaitée].
Plus marginalement, des autocars de tourisme comme l'Albatros, sortirent des chaînes. Particularité des véhicules CBM : le double essieu à l'arrière et la caisse poutre, lorsque la longueur dépasse douze mètres.
Au milieu des années 1980, à la suite de graves difficultés – manque de débouchés, dépendance envers Verney – CBM s'associe à RVI (Renault Véhicules industriels), qui sous-traite une partie de sa production. Cela ne suffit pas à éviter le dépôt de bilan, qui survient en 1986. Une partie des salariés se reconvertissent chez Renault, les autres partent à la retraite.

### Cars, Bus et Matériels ferroviaires urbains
CBM est aujourd'hui une entreprise de pièces détachées au Mans, mais elle n'a plus rien à voir avec Verney.

### Évolution du logo

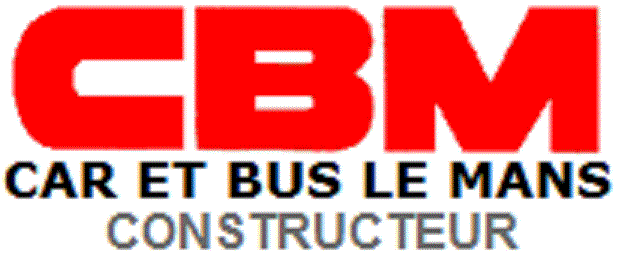
Logo de 1976 à 1986
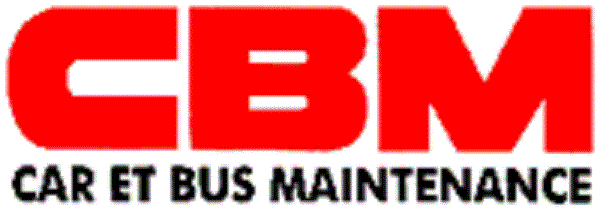
Logo de 1986 à ?
Logo en 2022

## Véhicules

### Autobus
- CBM 220 (1983 - 1986) : équipé d'un moteur Renault.
- CBM LMB 11 & 12 (1979 - 1983) : équipé d'un moteur Mercedes-Benz.
- CBM TDU 10, 11 & 12 (1976 - 1983) : équipé d'un moteur DAF.
- CBM TDU 850 (1982 - ?) : équipé d'un moteur DAF.

### Autocar

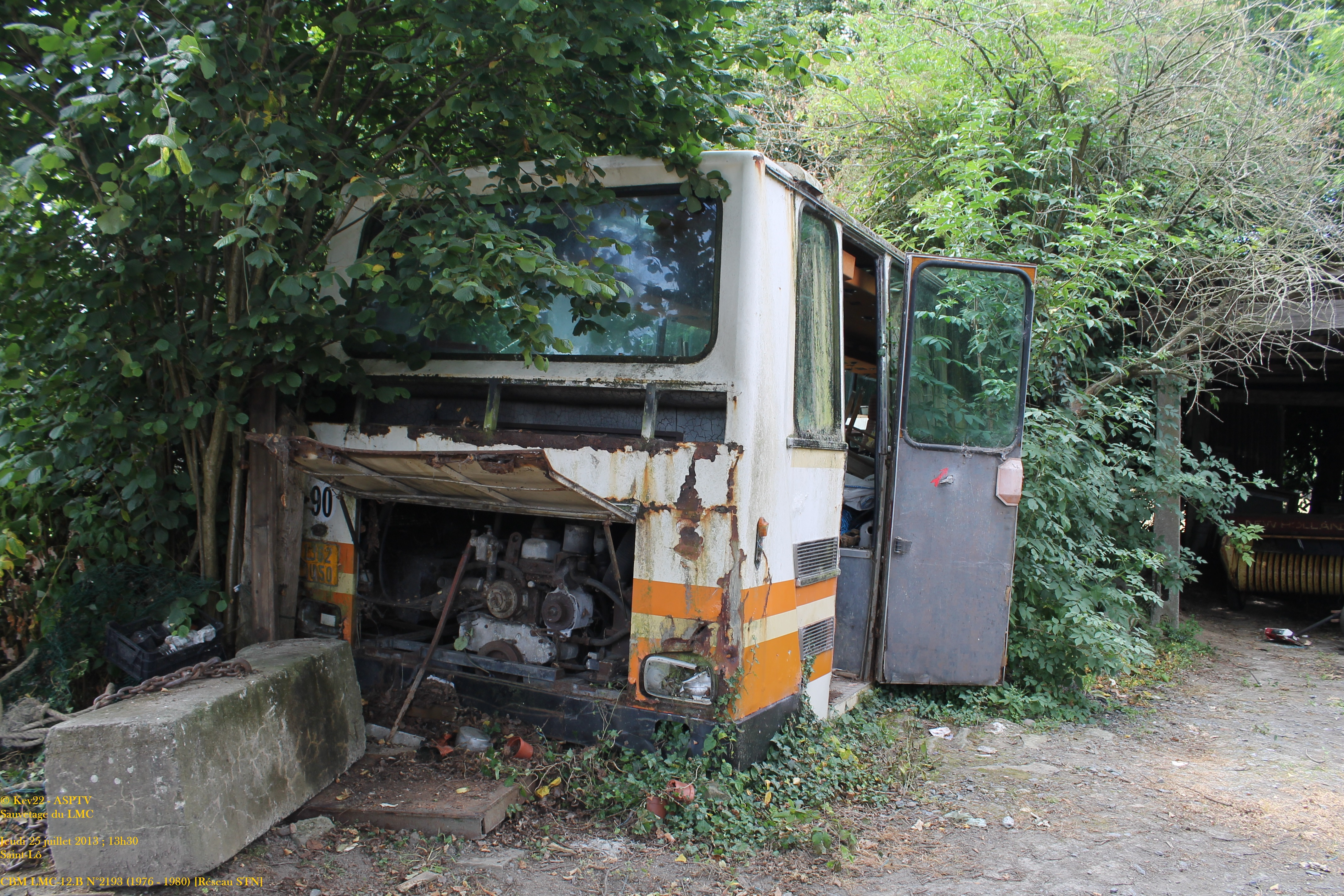
Un LMC 12/B à l'abandon en 2013.

- CBM LMC 12/A (1976) : équipé de moteur DAF. Il sera le tout premier véhicule CBM à être fabriqué. Il aura cependant été construit auparavant par Verney S.A.M.V. de 1974 à début 1976.
- CBM LMC 11 (1976 - 1977) : équipé de moteur DAF.
- CBM LMC 12/B (1977 - 1981) : équipé de moteur DAF.
- CBM LMC 12/80 S - Albatros (1981) : équipé de moteur Mercedes-Benz.
- CBM 920 - Cormoran (1985) : équipé de moteur R.V.I.

### Autres
- Renault PR 80 :
- Renault PR 120 :